# Agra (Albacete)
Agra es una localidad española del municipio de Hellín, perteneciente a la provincia de Albacete, en la comunidad autónoma de Castilla-La Mancha.

## Historia
Hacia mediados del siglo XIX, el lugar, ya por entonces perteneciente a Hellín, era mencionado como caserío y huerta. Aparece descrito en el primer volumen del Diccionario geográfico-estadístico-histórico de España y sus posesiones de Ultramar de Pascual Madoz de la siguiente manera:

AGRA: cas. y huerta en la prov. de Albacete, part. jud., term. jurisd. y á 1 leg. S. de Hellin (V.).
(Madoz, 1845, p. 107)

En 2022, la entidad singular de población tenía empadronados 149 habitantes y el núcleo de población 87 habitantes.